# Новосибирски държавен университет
Новосиби́рски национа́лен изсле́дователски държавен университе́т (на руски: Новосибирский государственный университет, НГУ) е федерално държавно автономно висшеобразователно учреждение, намиращо се в Академгородок, Новосибирск.
През 2009 учебното заведение официално получава статут на Национален изследователски институт на Руската федерация. Значителна част от преподавателския състав едновременно са сътрудници на институтите на Сибирското отделение на Руската академия на науките.

## Образователна квалификация
Завършилите НГУ получават диплома за специалист, която заема нивото между приетите на Запад степени бакалавър и магистър, но тъй като дипломантите изготвят дипломна теза след две години практика, то дипломите на НГУ се възприемат като магистратури.

## Факултети
- Механико-математически факултет (ММФ)
- Физически факултет (ФФ)
- Факултет по информационни технологии (ФИТ)
- Икономический факультет (ЭФ)
- Факултет по естествени науки (ФЕН)
- Геолого-геофизически факултет (ГГФ)
- Хуманитарен факултет (ГФ)
- Философски факултет (ФилФ)
- Факултет по психология (ФП)
- Факултет по журналистика (ФЖ)
- Медицински факултет (МедФ)
- Факултет по чужди езици (ФИЯ)
- Юридически факултет (ЮФ)
- Институт за подготовка и повишаване на квалификацията (ИППК)
- Физико-математическа школа „М. А. Лаврентьев“ (ФМШ)
- Висш колеж по информатика.

## Изследователски институти на НГУ, базирани в Академгородок
- Институт по термофизика „Самсон Кутателадзе“,
- Николаев институт по неорганична химия,
- Боресков институт по катализа,
- Ворожцов институт по неорганична химия,
- Институт по ядрена физика „Будкер“
- Обединен институт по информатика и математическа геофизика
- Новосибирски институт по биоорганична химия,
- Институт по цитология и генетика,
- Соболев институт по математика,
- Институт по геология и минералогия
- Институт по нефтова и газова геология и геофизика,
- Обединен институт по автоматизация и електрометрия,
- Обединен институт по физика на полупроводниците
- Институт по теоретична и приложна механика,
- Институт по химична кинетика и възпламеняване,
- Обединен институт по хидродинамика,
- Обединен институт по история, филология и философия
- Институт по лазерна физика,
- Централносибирска ботаническа градина,
- Институт по твърдотелна химия и механохимия
- Изследователски институт по циркулаторна патология
- Институт по икономика и индустриално инженерство.

## Ректори
- 1959 – 1964 – Иля Векуа, доктор на физико-математическите науки, академик на РАН
- 1964 – 1965 – Рем Солоухин (и.д.), доктор на физико-математическите науки, член-кореспондент на АН СССР
- 1965 – 1978 – Спартак Беляев, доктор на физико-математическите науки, академик на РАН
- 1978 – 1980 – Валентин Коптюг, доктор на химическите науки, академик наРАН
- 1980 – 1982 – Анатолий Деревянко, доктор на историческите науки, профессор академик на РАН
- 1982 – 1985 – Владимир Накоряков, доктор на физико-математическите науки, академик на РАН
- 1986 – 1994 – Юрий Ершов, доктор на физико-математическите науки, академик на РАН
- 1994 – 1997 – Владимир Врагов, доктор на физико-математическите науки, професор
- 1997 – 2007 – Николай Диканский, доктор на физико-математическите науки, академик на РАН
- 2007 – 2012 – Владимир Собянин, доктор на химическите науки, професор
- c 2012 – Михаил Федорук, доктор на физико-математическите науки, професор

## Галерия
- НГУ. Студентски общежития
- НГУ. Студентски общежития